# Parallelia monogona
Parallelia monogona är en fjärilsart som beskrevs av Oswald Beltram Lower 1903. Parallelia monogona ingår i släktet Parallelia och familjen nattflyn. Inga underarter finns listade i Catalogue of Life.